# اسپرینگز (نیویورک)
اسپرینگز (به انگلیسی: Springs) یک منطقهٔ مسکونی در ایالات متحده آمریکا است که در شهرستان سافک، نیویورک واقع شده‌است. اسپرینگز ۲۳٫۹ کیلومتر مربع مساحت و ۶٬۵۹۲ نفر جمعیت دارد و ۳ متر بالاتر از سطح دریا واقع شده‌است.